# Orval (bier)

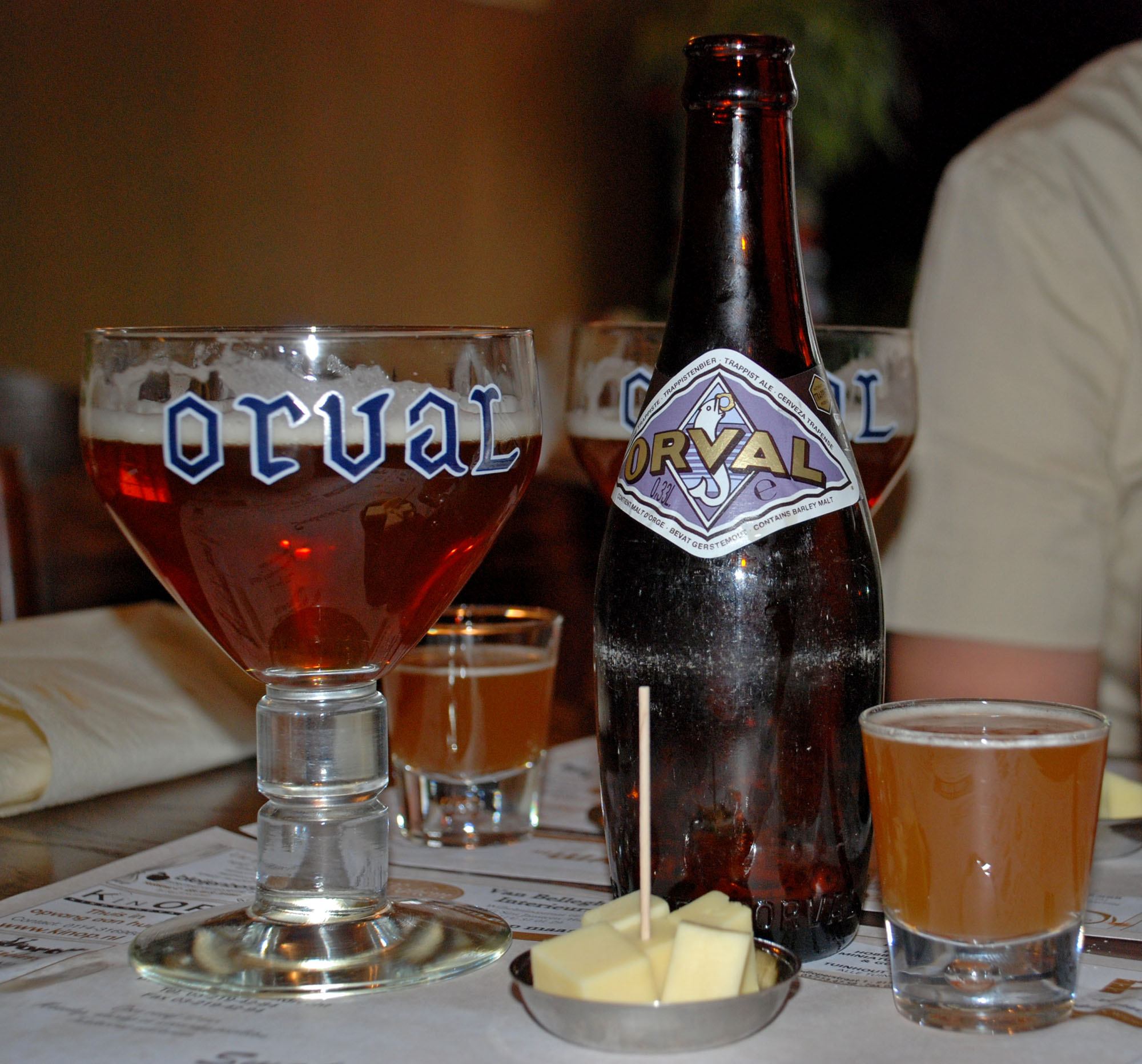
Orval ouder dan zes maanden, met het bezinksel apart geserveerd

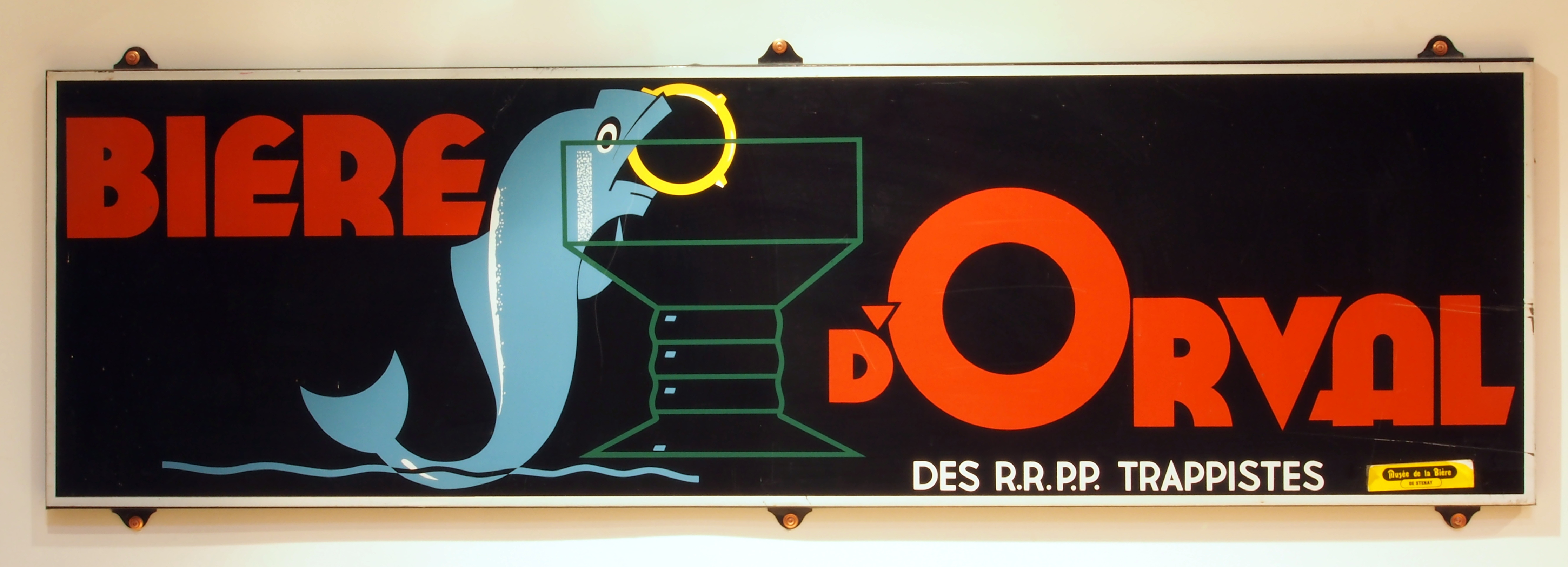
Reclame voor Orval, met de forel en de ring uit de legende

Orval is een trappistenbier dat in de abdij Notre-Dame d'Orval in de Belgische provincie Luxemburg wordt gebrouwen. Het bier is een buitenbeentje binnen de familie van de trappistenbieren, en van de Belgische bieren in het algemeen: er is slechts één variant algemeen verkrijgbaar, een relatief licht bier dat herinnert aan een Engelse ale.

## De brouwerij
De Cisterciënzerabdij van Orval ("Gouden Dal") was in 1132 opgericht, na de Franse revolutie vernield en van 1926 tot 1948 weer opgebouwd door de Trappisten. De oprichting van de brouwerij maakte deel uit van de initiatieven die de bouw van de nieuwe abdij moesten bekostigen. Dit in tegenstelling tot andere trappistenbieren, waar het er oorspronkelijk om ging door de arbeid van de monniken in de eigen behoeften te voorzien. De brouwerij vormt een aparte rechtspersoon: de société anonyme Brasserie d'Orval. De aandelen hiervan waren in het bezit van niet-kloosterlingen, die de abdij echter gunstig gezind waren. In de loop der tijden verkochten of schonken ze de aandelen aan de vzw van de abdij.
Het duurde tot 1932 voor het eerste bier gebrouwen werd. Leken participeerden niet enkel in het kapitaal, maar werden ook ingeschakeld in het productieproces. De opeenvolgende brouwmeesters zetten hun eigen stempel op het zich ontwikkelende bier. Zo wordt het "Engelse" karakter toegeschreven aan Jan Van Huele, die aan de kust bieren in Britse stijl produceerde. De stijl van het Orval-bier werd verder ontwikkeld door de Duitse brouwmeester Hans Pappenheimer, die verbood de bierstein uit de tanks te verwijderen.
In de jaren vijftig gingen twee monniken, broeder Dominique en broeder Raphael, de brouwstiel aanleren bij de confraters van Scourmont en kwamen zo in aanraking met bierprofessor Jean De Clerck. Op zijn advies werd de brouwerij heringericht en werden de gistingstanks grondig gereinigd. Het bier verloor hierna echter zijn typische karakter dat het verkreeg door de Brettanomyces-gisten in de aanslag in de tanks. Broeder Dominique moest met monnikengeduld in de brouwerij op zoek om deze wilde gisten te recupereren.
In 1994 wees een audit uit dat de productie moest worden opgedreven om de abdij leefbaar te houden. De gemakkelijkste oplossing hiertoe was de productie te verhuizen naar een andere site, maar de monniken vonden dat de brouwerij binnen de muren van de abdij moest blijven. Door investeringen werd de productiecapaciteit opgedreven van 34.000 hectoliter in 1994, over 45.000 hectoliter in 2002, tot 68.000 hectoliter heden.
In oktober 2013 gaf brouwmeester Jean-Marie Rock de roerstok door aan Anne-Françoise Pypaert.

## Productiewijze
Het brouwwater komt uit de eigen Mathildebron. Dit wordt gedemineraliseerd door omgekeerde osmose, waarna de aan het water onttrokken mineralen gedeeltelijk weer worden toegevoegd. De zuurtegraad (pH) wordt hierbij verlaagd tot 5,3 à 5,5. Mout, hoofdzakelijk bleekmout en een weinig karamelmout, wordt nat geschroot met water van 65° Celsius. Deze werkwijze leunt aan bij de Engelse infusiemethode. Het beslag hoeft niet naar een beslagkuip, maar wordt onmiddellijk in een filterkuip geleid, waar de temperatuur wordt opgedreven tot 72° C voor het maischen.
Na de hoofdgisting van vier of vijf dagen krijgt het jonge bier gedurende twee tot drie weken een nagisting in lagertanks op een temperatuur van 15° Celsius. In deze tanks worden zakken met aromatische hoppen neergelaten: dit is het drooghoppen, een andere Engelse invloed. Daarnaast wordt er nieuwe gist toegevoegd, van het geslacht Brettanomyces. Deze gist is niet meer "wild", maar wordt nauwgezet in het laboratorium opgekweekt. Bij de botteling wordt deze gist, samen met vloeibare kandij toegevoegd, voor de nagisting op fles. Na nog drie tot vijf weken is het bier klaar voor verkoop.

## De bieren
Orval
Er wordt slechts één variant algemeen verkocht. Het wordt gebotteld in 33-cl flesjes die nog zijn ontworpen door Henri Vaes, de architect van de abdij. De geëtiketteerde 6,2% alcohol is een gemiddelde: in het verleden werd de sterkte al eens onderschat, terwijl de nagisting op fles soms voor hogere alcoholpercentages zorgt. Het wordt aanbevolen het bier op een temperatuur van om en bij de 15° Celsius te bewaren én te serveren, wil het bier helder uitgeschonken worden. Indien het bier te koud is, zal het troebel zien.
Jonge Orval, net uit de brouwerij, heeft een hoppig en verfrissend aroma en smaak, naast fruitige toetsen. Op een leeftijd van vier tot vijf maanden krijgt het een enorme schuimkraag. De fruitigheid ruimt plaats voor een zurigheid; bijna alle restsuikers zijn verdwenen. Vanaf zes maanden krijgt het door het samenspel van de gisten "wilde" (Brettanomyces-)karakteristieken en hints van melkzuur en citroenzeste. Wanneer het bier een jaar oud is, heeft het een droge bitterheid. Het bier kan hierna nog lang gehouden worden, maar zal aan hoppige frisheid verliezen. Het wordt aanbevolen het bezinksel met de gist apart te serveren.
Groene Orval
Orval Vert, ook Petit Orval genoemd, is een minder sterke, met water aangelengde, versie van Orval. Tot 2013 had deze een alcoholgehalte van 3,5%, sindsdien een 4,2%. Dit bier wordt in de abdij in gebottelde versie geserveerd aan de monniken en de gasten, en in het abdijcafé kan men het van het vat drinken.
De kleurcodering zou te maken hebben met de groene flesjes, en de lagere sterkte, waar men in de Tweede Wereldoorlog noodgedwongen moest op overschakelen. De naam groene Orval is na de oorlog gebleven om het minder sterke refterbier aan te duiden.

## Beschikbaarheid
Tot eind jaren negentig werd jaarlijks zo'n 38.000 hectoliter bier gebrouwen. De productiecapaciteit van de brouwerij is sinds 2008 door investeringen opgevoerd tot 77.000 hectoliter. Tegelijk met deze productietoename nam echter de vraag toe, waardoor er soms tekorten worden opgetekend. De brouwerij probeert de 85% van de productie die op de Belgische markt wordt verkocht, zo gelijkmatig mogelijk over het grondgebied en over de verschillende distributiekanalen te verdelen. In deze context besliste zij om niet langer de oranje bierkratten via de supermarkten te verdelen, om te vermijden dat deze in het groot zouden worden opgekocht.

## Etiket
Op het etiket staat een forel met een gouden ring in de bek. Het etiket is de illustratie van de legende over de stichting van de abdij van Orval. Gravin Mathilde van Toscane, weduwe van de hertog van Neder-Lotharingen, had per ongeluk haar trouwring in de bron van het dal laten vallen. Ze smeekte God om hulp en het duurde niet lang of er kwam een forel boven water met in zijn bek de kostbare ring. Mathilde riep toen uit "Dit is echt een gouden dal!" (Orval, "val d'or" betekent "gouden dal") en ze besloot uit dankbaarheid op deze gezegende plaats een klooster te stichten.

## Prijzen
In 2011 werd Orval door Test-Aankoop na een test van 210 speciaalbieren uitgeroepen als behorende tot de 18 beste bieren (bieren waarover de 30 proevers unaniem lovend waren).